# Fuente de Pedro Naharro
Fuente de Pedro Naharro là một đô thị trong tỉnh Cuenca, cộng đồng tự trị Castile-La Mancha Tây Ban Nha. Đô thị này có diện tích là 63,7 ki-lô-mét vuông, dân số năm 2009 là 1316 người với mật độ 20,66 người/km². Đô thị này có cự ly km so với tỉnh lỵ Cuenca.